# 碎米桠
碎米桠（学名：Isodon rubescens）为唇形科香茶菜属下的一个种。也称山荏、六月令、冰凌草、冬凌草、野藿香、雪花草、山香草、野藿香花、破血丹。

## 外部連結
- 信陽冬淩草乙素 Xindongnin B （页面存档备份，存于） 中草藥化學圖像數據庫 (香港浸會大學中醫藥學院) （中文）（英文）